# Rhagium sycophanta
Rhagium sycophanta là một loài bọ cánh cứng trong họ Cerambycidae.

## Hình ảnh

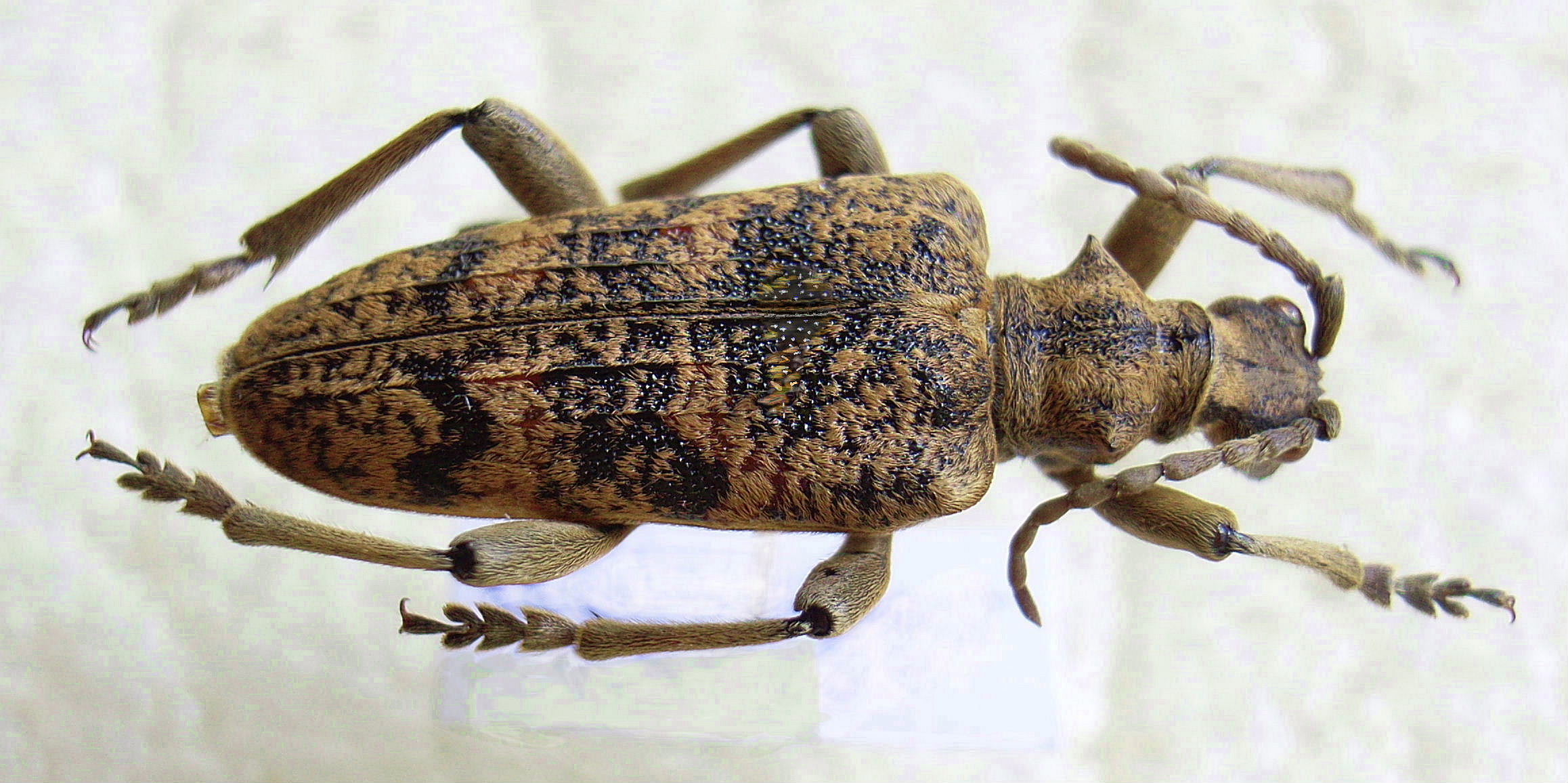
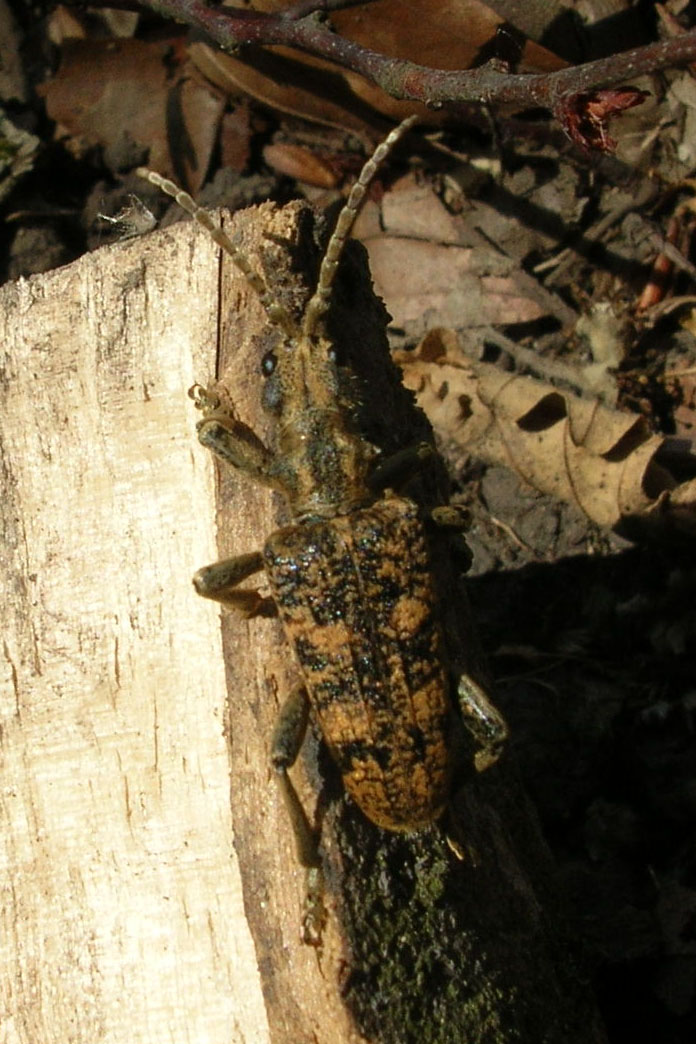
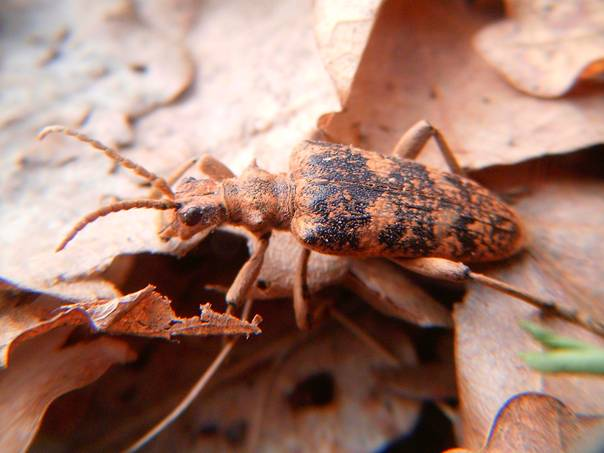
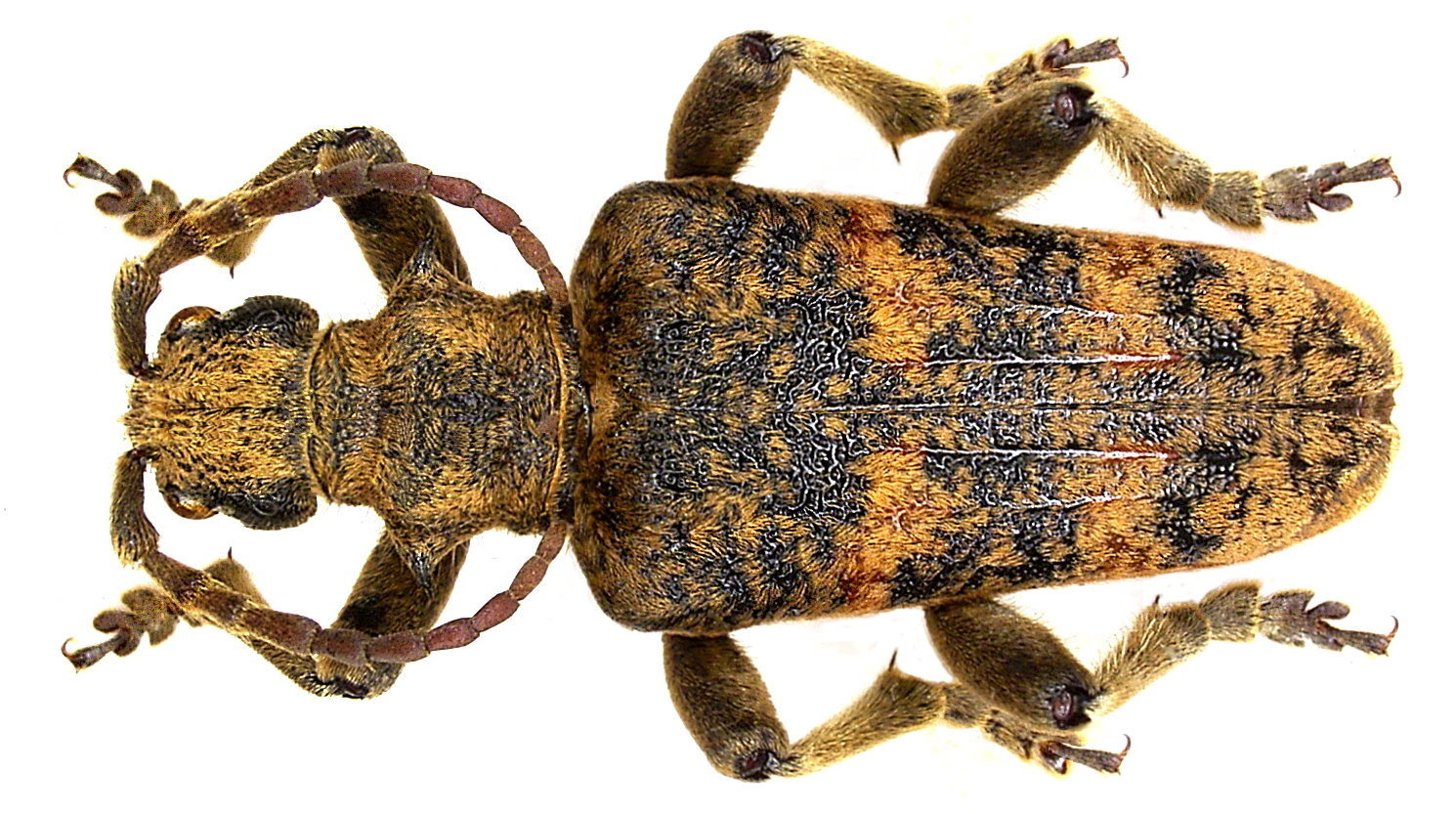